# Serious Sam 4
Serious Sam 4 ist ein Ego-Shooter, der von Croteam entwickelt und am 24. September 2020 veröffentlicht wurde. Es ist das vierte Serious-Sam-Spiel und erschien für Windows, PlayStation 5, Xbox Series und Google Stadia.

## Spielprinzip
Wie in den Vorgängern, geht es in Serious Sam 4 darum, in großen Gebieten riesige Horden von Feinden zu bekämpfen. Nebst einer breit gefächerten Auswahl an Schusswaffen, hat der Spieler sowohl einen Nahkampfangriff mit den Schusswaffen, als auch ein Messer und kann im Verlauf des Spiels potenziell Umgebungsgegenstände wie bspw Schaufeln als Waffen nutzbar machen. Die Limitiertheit der tragbaren Munitionsvorräte und damit einhergehend der schnelle Wechsel zur zum Gegner passenden Waffe stellt, wie auch bereits in Vorgängerteilen der Serie, eine der Herausforderungen des Spiels dar. Außerdem können feindliche Geschosse wie bspw Raketen z.t. im Anflug zerstört- und explosiv sterbende Gegner strategisch genutzt werden.
In Serious Sam 4 gibt es viele Neuerungen, z. B. ein Fähigkeitsbaum, Nebenquests und neue Gadgets. Nebenquests sind optionale Ziele, die den Spieler mit Gegenständen und Waffen belohnen. Eine weitere Ergänzung sind Waffen-Mods, die alternative Feuermodi für bestimmte Waffen freischalten. Fahrzeuge spielen eine größere Rolle im Spiel als andere Teile, da der Spieler in mehreren Levels Fahrzeuge verwendet, um einige Umgebungen zu durchqueren. Der Spieler kann auch mehrere Mechs steuern, die im Laufe des Spiels auftauchen und mit Maschinengewehren und Raketenwerfern bewaffnet sind. Im Gegensatz zu anderen Fahrzeugen können Mechs nicht verlassen werden, nachdem sie betreten wurden.

## Rezeption
Serious Sam 4 erhielt „durchschnittliche“ Kritiken. Laut Metacritic erhielt die PC-Version 68, die PlayStation-5-Version 65 und die Xbox-Series-Fassung 55 von 100 Punkten.